# Apa vieții (creștinism)

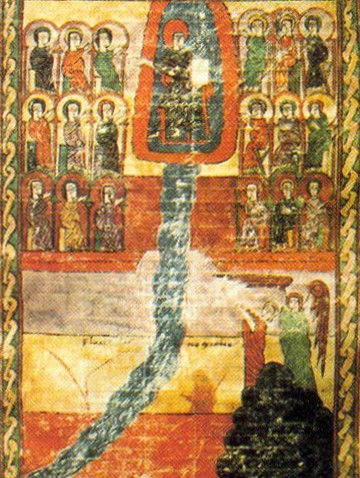
Reprezentarea „Râului Vieții” în comentariul la Cartea Apocalipsei de Beatus de Liébana, manuscrisul Urgell Beatus f° 198v-199, c. secolul al X-lea

Apa vieții (în greacă ὕδωρ ζωῆς, transliterat: hydōr zōēs) este un termen folosit în Apocalipsa lui Ioan (21:6 și 22:1), precum și în Evanghelia după Ioan. În interpretările exegetice ale versetelor biblice se consideră că apa vieții se referă la Duhul Sfânt.
Un fragment mare din Evanghelia după Ioan (Ioan 4: 10-26), care prezintă discuția lui Isus cu femeia samarineancă, este menționat uneori ca Discursul despre apa vieții, deoarece se face referire la apa vieții.
Termenul este folosit, de asemenea, în rugăciunile pentru invocarea pogorârii Duhului Sfânt, atunci când se toarnă apă în timpul ritualului botezului, ca de exemplu: „Dă-i puterea de a se transforma în apa vieții”.

## Apocalipsa
Termenul Apa vieții este menționat de două ori în cartea biblică Apocalipsa: el apare mai întâi în cap. 21, versetul 6 (Apocalipsa 21:6), în contextul Noului Ierusalim, unde se afirmă: „Celui ce însetează îi voi da să bea, în dar, din izvorul apei vieții.” și apoi în cap. 22, versetul 1 (Apocalipsa 22:1), în care Ioan precizează: „Și mi-a arătat, apoi, râul și apa vieții, limpede cum e cristalul și care izvorăște din tronul lui Dumnezeu și al Mielului”.
În ambele cazuri, termenul din Apocalipsă este deseori interpretat ca Duhul Sfânt. Catehismul Bisericii Catolice, articolul 1137, consideră acest termen ca fiind „unul dintre cele mai frumoase simboluri ale Duhului Sfânt”.
Tema comună a setei de apa vieții din Apocalipsa și din Evanghelia după Ioan poate fi rezumată în următorul mod:
| Apocalipsa 21:6                                                           | Ioan 7:37                                             | Ioan 4:14                                                                                  |
| ------------------------------------------------------------------------- | ----------------------------------------------------- | ------------------------------------------------------------------------------------------ |
| ... Celui ce însetează îi voi da să bea, în dar, din izvorul apei vieții. | ... Dacă însetează cineva, să vină la Mine și să bea. | ... apa pe care i-o voi da Eu se va face în el izvor de apă curgătoare spre viață veșnică. |

Utilizarea termenului Apa vieții în Apocalipsa face parte din „tema vieții”, comună întregii cărți biblice, alți termeni folosiți fiind Cartea vieții în Apocalipsa 21:27 și Pomul vieții în Apocalipsa 22:2, Apocalipsa 22:14 și Apocalipsa 22:19.
Teologul biblic anglican John R. W. Stott relaționează acest termen cu tema Vieții veșnice din Evanghelia după Ioan (Ioan 17:3): „Și aceasta este viața veșnică: Să Te cunoască pe Tine, singurul Dumnezeu adevărat, și pe Iisus Hristos pe Care L-ai trimis.”.
Martorii lui Iehova îl consideră pe Iehova Dumnezeu „o sursă de apă vie”. Această apă reprezintă măsurile luate de Dumnezeu (incl. Regatul lui Dumnezeu) pentru restaurarea vieții veșnice, inclusiv a celor care urmează să trăiască în Paradisul de pe pământ (Ieremia 2:13; Ioan 17:1,3; 4:7-15; Apocalipsa 21:1; 22:1,2).

## Evanghelia după Ioan

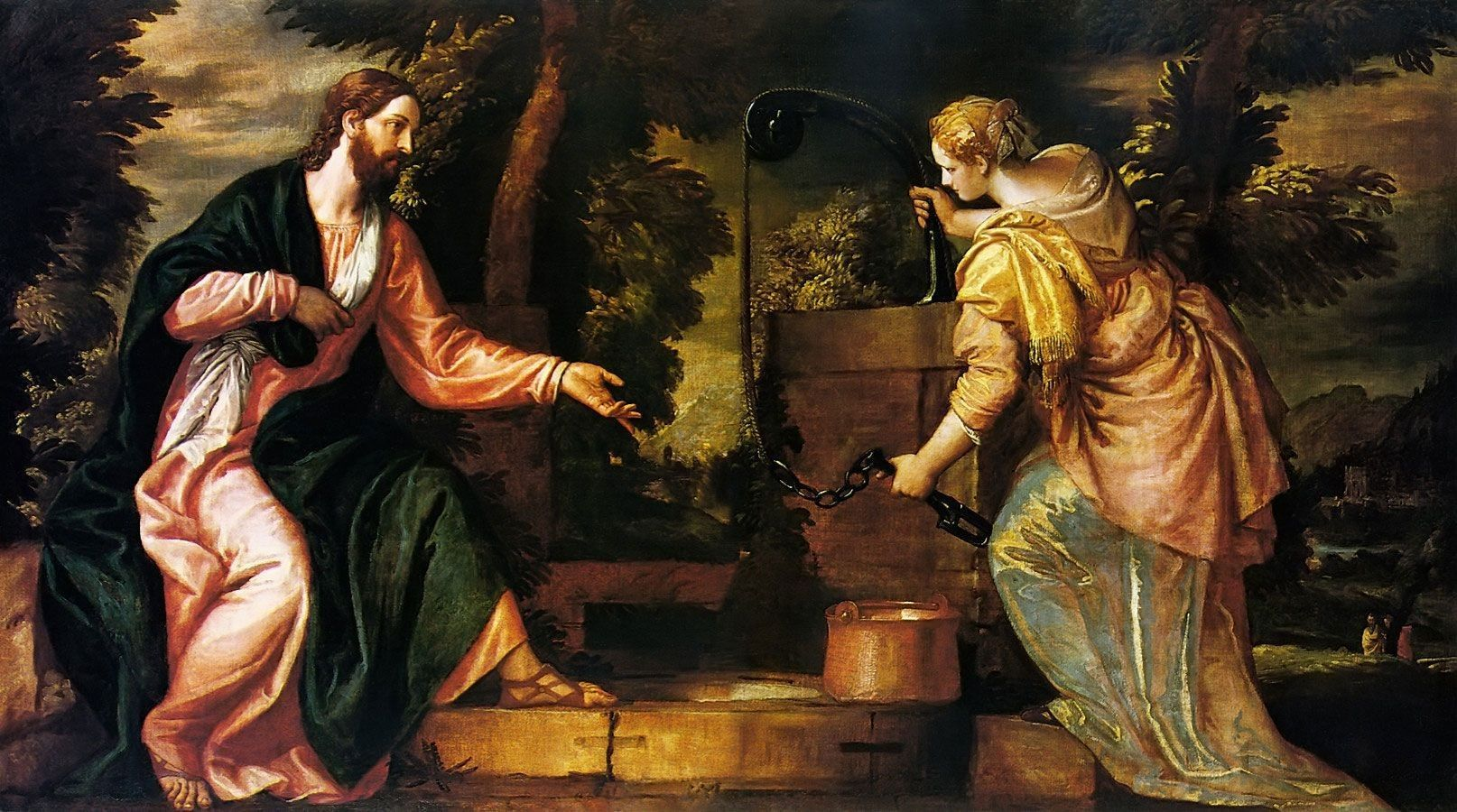
Isus cu femeia samariteană la fântână, de Paolo Veronese, 1585

Unele referiri la apă existente în Evanghelia după Ioan, ca în versetul Ioan 4:15, interpretează în mod tradițional Apa Vieții ca fiind Duhul Sfânt, a treia persoană a Sfintei Treimi.
Tema „apa vie” apare pentru prima dată în cap. 4, în timpul discuției cu femeia samarineancă. „Apa vie”, așa cum o înțelegeau israeliții, era apă de izvor. În Vechiul Testament, ea are adesea un rol simbolic și reprezenta Adevărul sau Legea (în ebraică תורה), adesea chiar pe Dumnezeu.Ieremia 2:13Ieremia 17:13 Ea era în cărțile profeților o imagine a binecuvântării, a harului sau a mântuirii mesianice. În cursul conversației, Isus trece de la sensul natural al apei la la cel supranatural. Pe baza diferitelor premise conținute în Evanghelia după Ioan, exegeții interpretează „apa vie” ca un simbol al învățăturii revelate oamenilor de Cristos sau de Duhul Sfânt. Aceste semnificații nu se exclud reciproc, ci se completează reciproc și reprezintă aspecte diferite ale harului Tatălui în Fiul.
Versetele Ioan 4:10-26, care narează întâlnirea lui Isus cu femeia samarineancă, sunt menționate uneori de erudiții biblici ca „Discursul despre apa vieții”. Acest discurs este al doilea dintre cele șapte discursuri existente în Evanghelia după Ioan alături de cele șapte semne / minuni pe care le-a făcut Isus. Un alt discurs, numit Discursul despre pâinea vieții, apare în versetele Ioan 6:22–59. În mod separat, fiecare dintre discursurile despre apa vieții și pâinea vieții sunt exemple cheie de „discursuri cu temă unică” din Evanghelia după Ioan. Aceste două discursuri din Evanghelia după Ioan se completează reciproc, formând împreună tema numită de exegeți „Cristos ca viață”.
Potrivit teologului englez W. E. Vine, tema „Cristos ca viață” se referă la versetul Ioan 5:26, în care Isus afirmă: „Căci precum Tatăl are viață în Sine, așa I-a dat și Fiului să aibă viață în Sine”, ceea ce reflectă afirmația lui Isus că avea puterea de a da viață în baza relației sale cu Tatăl Etern.